# Motuweta riparia
Motuweta riparia är en insektsart som beskrevs av Gibbs 2002. Motuweta riparia ingår i släktet Motuweta och familjen Anostostomatidae. Inga underarter finns listade i Catalogue of Life.